# Estación de Couvin
La estación de Couvin es una estación de tren belga situada en Couvin, en la provincia de Namur, región Valona.
Pertenece a la línea  de S-Trein Charleroi.

## Situación ferroviaria
La estación se encuentra en la línea 134 (Mariembourg-Couvin).

## Intermodalidad
| Línea | Procedencia | Parada             | Destino       |
| ----- | ----------- | ------------------ | ------------- |
| 56    | NAMUR Gare  | PHILIPPEVILLE Gare | NISMES Église |